# Нажмудинов, Гаджи Магомедович
Гаджи́ Магоме́дович Нажмуди́нов (10 февраля 1936, Дагестанская АССР, РСФСР, СССР) — советский и российский философ, специалист в области социальной философии, культурологии, философии антропологии, истории зарубежной философии; доктор философских наук, профессор.

## Биография
Нажмудинов окончил историко-филологический факультет Дагестанского университета в 1959 году, успешно окончил факультет английского языка Пятигорского педагогического института иностранных языков в 1969 году, с 1972 — аспирант Ярославского педагогического института. Аварец по национальности.
С 1972 года работал ассистентом кафедры философии Ярославского университета, с 1978 года — доцент, с 1992 года — профессор этой же кафедры. С 1986 года по настоящее время является заведующим кафедрой философии и культурологии (ныне кафедрой философии), с 1996 по 2012 год — декан факультета обществоведческих наук (ныне факультет социально-политических наук) Ярославского университета.

## Научная деятельность
Кандидатская диссертация посвящена анализу проблемы свободы человека в новейшей американской философии (1973). Докторская диссертация — «Проблема человека в философии XX века: основные направления» (1991).
Проблематика исследования — закономерности функционирования и развития духовной жизни общества; свобода и ответственность личности; современные проблемы философии антропологии; философия в контексте духовной культуры. В работах Гаджи Магомедовича обосновывается необходимость философского понимания человека как целостной системы в единстве её элементов и связей между ними. Предлагаются онтологические, гносеологические, аксиологические и праксеологические аспекты осмысления проблемы человека в философии. Осуществляется анализ проблемы свободы как главного ориентира реализации сущности человека. Рассматриваются фундаментальные уровни (телесный, разумный и духовный) в совокупности составляющие её основу.

### Сочинения
- Человек и его свобода в понимании Дж. Уайлда // В. ЯрГУ. Сер. «Философия». Вып.6. 1974.
- «Теоретическая антропология» США: поиски сущности человека как смысл философского творчества // Наука и творчество. — Ярославль, 1986.
- Проблемы социально-исторического познания в американской феноменологии // Диалектика познания и творчества. — Ярославль, 1988.
- Проблемы человека в немарксистской философии США XX века. — Свердловск, 1989.
- Проблема целостного познания человека // Философские проблемы гуманизма. — Ярославль, 1992.
- Миф в языке. [В соавт.] // Философия сознания в XX веке: проблемы и решения. — Иваново, 1994.
- Философская антропология: проблема её необходимости и возможности // XX век и философия. — М., 1994.
- Проблема сущности человека: современные подходы и решения // Актуальные проблемы естественных и гуманитарных наук. — Ярославль, 1995.
- Генезис и развитие культуры. [В соавт.]. — Ярославль, 1997.